# Hypnotized (film 1925)
Hypnotized è un cortometraggio muto del 1925 diretto da Harry Sweet.

## Produzione
Il film fu prodotto dalla Standard Photoplay Company.

## Distribuzione
Distribuito dalla Film Booking Offices of America, il film - un cortometraggio in due bobine - uscì nelle sale cinematografiche USA il 15 gennaio 1925.